# Орден Свободы (Словения)
Орден Свободы — высшая государственная награда Республики Словения.

## История
Орден был учреждён в 1992 году указом № 24/92, для награждения граждан за исключительные заслуги, направленные на защиту свободы и утверждения суверенитета Словении.
Первые награждения были произведены в 1992 году. Золотые знаки были вручены некоторым бойцам словенской полиции и территориальной обороны, а также политиками, которые привели Словению к независимости, некоторым иностранным политиками, которые оказали поддержку в ходе обретения независимости государства.
Орден присуждается указом Президента Словении.

## Степени
Орден имеет три степени:
- Золотой орден Свободы — золотой знак на шейной ленте
- Серебряный орден Свободы — серебряный знак для крепления на груди
- Орден Свободы — мельхиоровый знак для крепления на груди

## Описание
Знак ордена представляет собой скрученную спиралью многосегментную ленту. В центре круглый медальон, окрашенный волнообразно вертикально эмалью в цвета государственного флага.
Инсигнии ордена включают в себя орденскую планку, изготовленную из металла по степени, аналогичного знаку. В центре планки эмалевый триколор, в цвета государственного флага:
| Золотой орден Свободы | Серебряный орден Свободы | Орден Свободы |
|                       |                          |               |